# Zhou Yu (piragüista)
Zhou Yu és una esportista xinesa que competeix en piragüisme en la modalitat d'aigües tranquil·les, guanyadora d'una medalla de bronze al Campionat Mundial de Piragüisme de 2015, en la prova de K1 500 m.

## Palmarès internacional
| Campionat del món | Campionat del món | Campionat del món | Campionat del món |
| Any               | Lloc              | Medalla           | Competició        |
| ----------------- | ----------------- | ----------------- | ----------------- |
| 2015              | Milà ( Itàlia)    | 3                 | K1 500 m          |